# نشریه کوهاک
نشریهٔ کوهاک (به فارسی: موج) نشریه‌ای است به زبان ارمنی که از سال ۱۹۱۸ و در تبریز منتشر می‌شد.